# 鬼首カルデラ

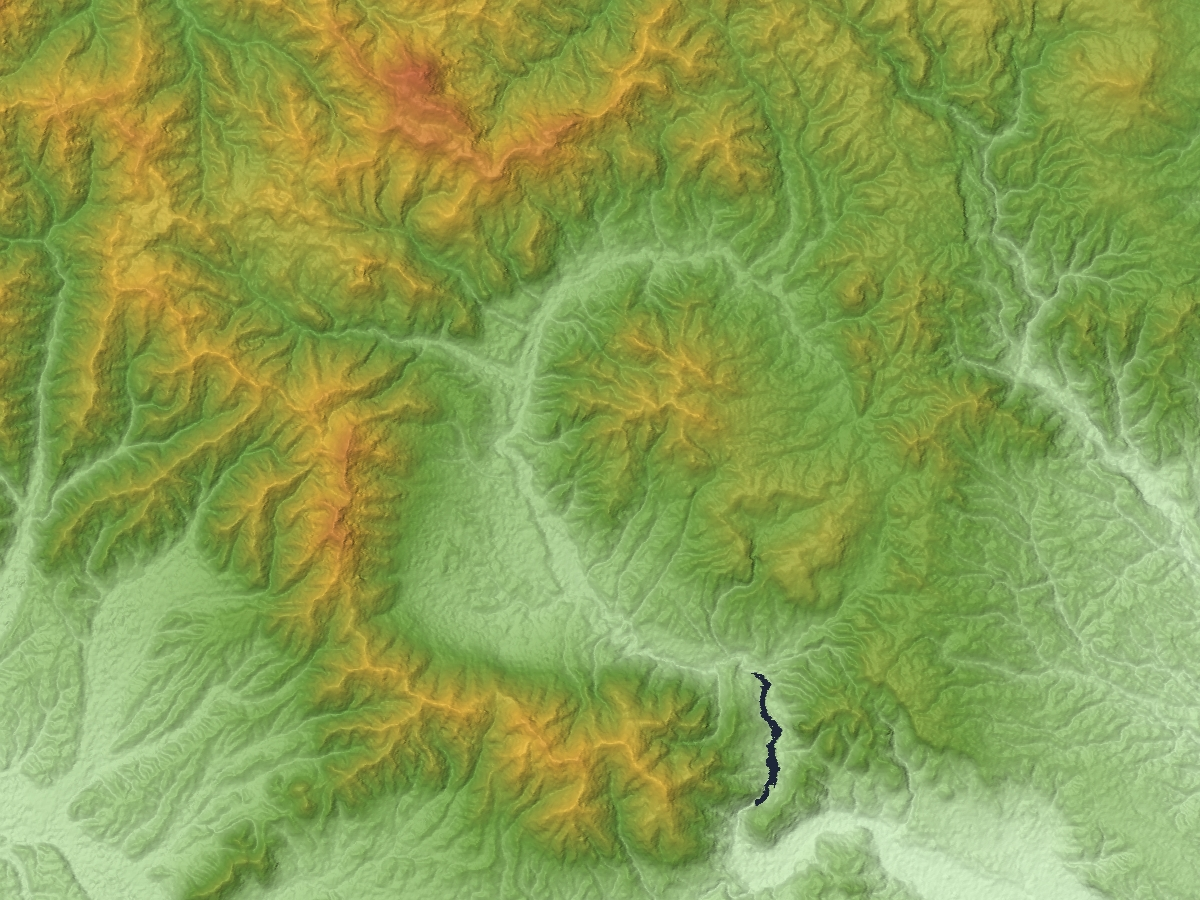
鬼首カルデラの地形図

鬼首カルデラ（おにこうべカルデラ）は、宮城県大崎市、栗原市、秋田県湯沢市、山形県最上町にまたがる直径およそ13kmのカルデラである。カルデラ壁の標高はおよそ1000～1200m。荒雄岳（カルデラ内の基盤岩が隆起した山）は984.2m（最高地点はツクシ森の989m）で中央火口丘は高日向山溶岩ドーム。

## 特徴
地質はデイサイト、安山岩からなる。火山活動の時期は30万年～20万年前。

## 地理
吹上沢および片山地獄を中心に地熱活動が認められる。片山地獄には地熱を利用した鬼首地熱発電所がある。周辺には温泉も多く、鬼首温泉、宮沢温泉、吹上温泉、轟温泉、神滝温泉などが有名。なお、鬼首の雌釜（めがま）および雄釜（おがま）間歇温泉は国の特別天然記念物に指定されているが、現在は涸れてしまっている。
カルデラには荒雄川（江合川）が流れている。カルデラの外輪山には禿岳などがある。